# Sintaxis (lenguajes de programación)

El resaltado de sintaxis y el estilo de sangría se utilizan a menudo para ayudar a los programadores a reconocer elementos del código fuente. Este código de Python utiliza resaltado codificado por colores.

En informática, la sintaxis de un lenguaje informático es el conjunto de reglas que define las combinaciones de símbolos que se consideran declaraciones o expresiones correctamente estructuradas en ese lenguaje. Esto se aplica tanto a los lenguajes de programación, donde el documento representa el código fuente, como a los lenguajes de marcado, donde el documento representa los datos.

La sintaxis de un lenguaje define su forma superficial.  Los lenguajes informáticos de interfaz de texto, se basan en secuencias de caracteres, mientras que los lenguajes de programación visuales se basan en la disposición espacial y las conexiones entre símbolos (que pueden ser textuales o gráficos). Se dice que los documentos sintácticamente inválidos tienen un error de sintaxis. Cuando se diseña la sintaxis de un lenguaje, el diseñador puede empezar anotando ejemplos de cadenas legales e ilegales, antes de intentar averiguar las reglas generales a partir de estos ejemplos.
Por lo tanto, la sintaxis se refiere a la forma del código y se contrapone a la semántica - el significado. En el tratamiento de los lenguajes informáticos, el tratamiento semántico suele ser posterior al sintáctico; sin embargo, en algunos casos, el tratamiento semántico es necesario para completar el análisis sintáctico, y se realizan juntos o al mismo tiempo. En un compilador, el análisis sintáctico comprende el frontend, mientras que el análisis semántico comprende el backend (y el middle end, si se distingue esta fase).
La sintaxis de los lenguajes informáticos se clasifica generalmente en tres niveles:
- Palabras – el nivel léxico, que determinan cómo los caracteres forman tokens;
- Frases – el nivel de gramática, en su concepción estricta, que determina qué tokens forman las frases;
- Contexto - que determina a que objetos o nombres de variables se refieren, si los tipos son válidos, etc.